# Бектембаев, Ибраим
Ибраи́м Бектемба́ев (кирг. Ибраим Бектембаев; 1896—1978) — скотник молочного племенного совхоза «Аламедин» Министерства совхозов СССР, Ворошиловский район Фрунзенской области, Киргизская ССР.

## Биография
Родился в 1896 году в крестьянской семье в селе Беш-Кюнгёй (ныне — Аламудунский район Чуйской области).
С 1924 года трудился в различных сельскохозяйственных предприятиях Киргизии. Потом работал скотником молочного совхоза «Аламедин» Ворошиловского района.
В 1947 году получил 5617 килограмм молока от каждой фуражной коровы.
С 1958 года — на пенсии. С 1968 года — персональный пенсионер союзного значения. После выхода на пенсию проживал в селе Арашан (ныне — Аламудунский район, Чуйская область, Кыргызстан), где скончался в 1978 году.

## Награды и премии
- Герой Социалистического Труда (27.6.1948)
- орден Ленина (27.6.1948)
- Сталинская премия второй степени (1951) — за выведение новой породы крупного рогатого скота «Алатаусская».